# Hitler-Prozess

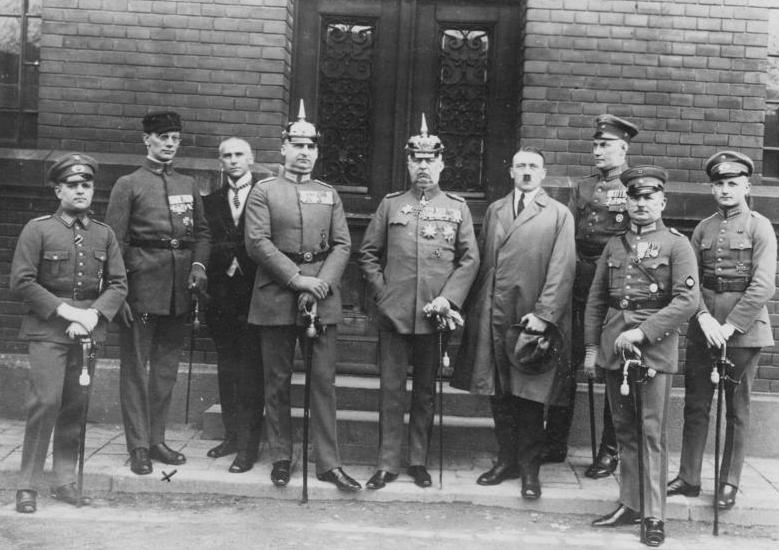
Die Angeklagten, von links nach rechts: Heinz Pernet, Friedrich Weber, Wilhelm Frick, Hermann Kriebel, Erich Ludendorff, Adolf Hitler, Wilhelm Brückner, Ernst Röhm, Robert Wagner (1. April 1924)

Als Hitler-Prozess oder Hitler-Ludendorff-Prozess wird das Gerichtsverfahren wegen Hochverrats bezeichnet, das im Frühjahr 1924 vor dem bayerischen Volksgericht in München gegen Adolf Hitler, Erich Ludendorff und weitere Rädelsführer des gescheiterten Putschversuchs vom 9. November 1923 durchgeführt wurde.
Die Prozessführung durch den Vorsitzenden Richter Georg Neithardt, der den Angeklagten größtes Wohlwollen entgegenbrachte und sie zu weitaus milderen Strafen verurteilte als geltendes Recht und Gesetz es vorsahen, wurde bereits von Zeitgenossen als Justizskandal gewertet. Hitler wurde in dem Verfahren erlaubt, sich als selbstloser, von edelsten patriotischen Zielen motivierter Politiker zu stilisieren. Dies steigerte auch außerhalb Bayerns seine Popularität in antidemokratischen, republikfeindlichen Kreisen und trug wesentlich dazu bei, dass er sich später als unumstrittener Anführer der Völkischen Bewegung durchsetzen konnte.

## Hitlers Festnahme
Nach dem gescheiterten Putsch vom 9. November 1923 flüchtete Hitler. Er wurde von Helene Hanfstaengl, deren Ehemann Ernst Hanfstaengl ebenfalls am Putsch beteiligt war, als Gast in Uffing am Staffelsee aufgenommen. Am nächsten Tag besuchte ihn Walter Schultze, um zusammen mit einem Assistenten Hitlers Arm einzurenken, der bei dem Putschversuch in München ausgerenkt worden war.
Am Sonntag, dem 11. November erhielt der Standortkommandeur der Landespolizei Weilheim in Oberbayern, Oberleutnant Rudolf Belleville, um 16:20 Uhr telefonisch den Befehl, Hitler in der Villa Hanfstaengl festzunehmen. In Uffing durchsuchte er mit zehn Landespolizeibeamten und einem Gendarmen zunächst eineinhalb Stunden die Villa von Hanfstaengls Mutter Katharina. Erst nach einem direkten Telefongespräch mit Helene Hanfstaengl wandte er sich zu deren Villa. Laut Hanfstaengls Memoiren entwand Helene dabei Hitler die bereits zur Selbsttötung an die Schläfe gehaltene Pistole.
Hitler ließ sich schließlich widerstandslos von Belleville, mit dem er persönlich bekannt war, verhaften. Das Kommando fuhr mit Hitler nach Weilheim zurück, und um 10:45 Uhr des nächsten Tages wurde Hitler, begleitet von 39 Wachmännern, in das Festungsgefängnis Landsberg eingeliefert.

## Vorbereitung des Prozesses
Hitler hatte die Zelle Nr. 7, in der zuvor bereits Anton Graf von Arco auf Valley inhaftiert war. Dort wurde er am nächsten Tag von dem Hilfsstaatsanwalt Hans Ehard verhört und war erst zum Sprechen bereit, nachdem der Protokollführer den Raum verlassen hatte. Hitler leugnete, Hochverrat begangen zu haben, mit dem Argument, dass das „Verbrechen“ der Novemberrevolution noch ungesühnt sei. Gustav von Kahr, Otto von Lossow und Hans von Seißer hätten über Monate hinweg mit ihm den Umsturz vorbereitet. Ehards Aufzeichnungen aus dem Gedächtnis heraus wurden Grundlage der Anklage.
Zuständig für den Hochverratsprozess wäre eigentlich das Reichsgericht in Leipzig gewesen. Das Verfahren fand aber vor dem noch bestehenden bayerischen Volksgericht beim Landgericht München I statt, eine von der bayerischen Regierung bewusst in Kauf genommene Rechtsbeugung, denn das Sondergericht war zu diesem Zeitpunkt nicht mehr verfassungsgemäß. Es wurden vier Verfahren eingeleitet: 1.) gegen Hitler und die anderen Spitzen des Putsches, 2.) gegen den Stoßtrupp, 3.) gegen Karl Beggel und Hans Knauth wegen des Diebstahls von Banknoten aus den Druckereien und 4.) gegen die Schuldigen des Überfalls auf das St.-Anna-Kloster.

## Der Prozess

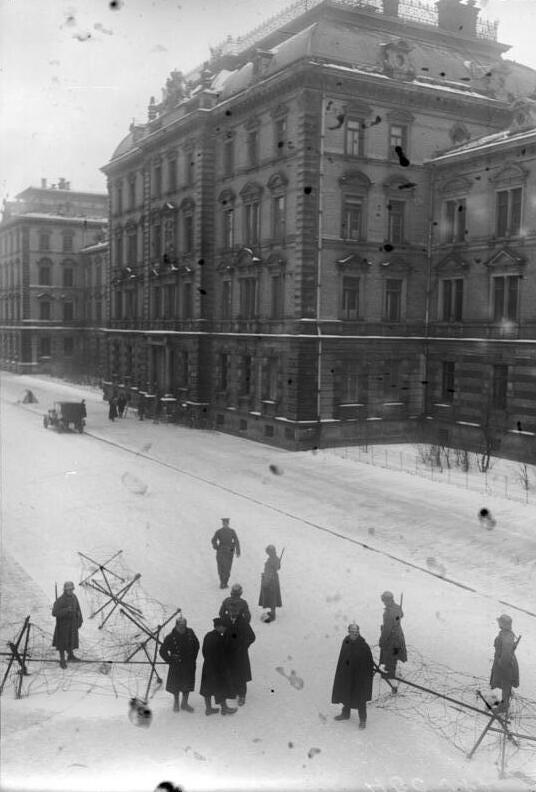
Die Kriegsschule, in der der Prozess stattfand (Februar 1924)

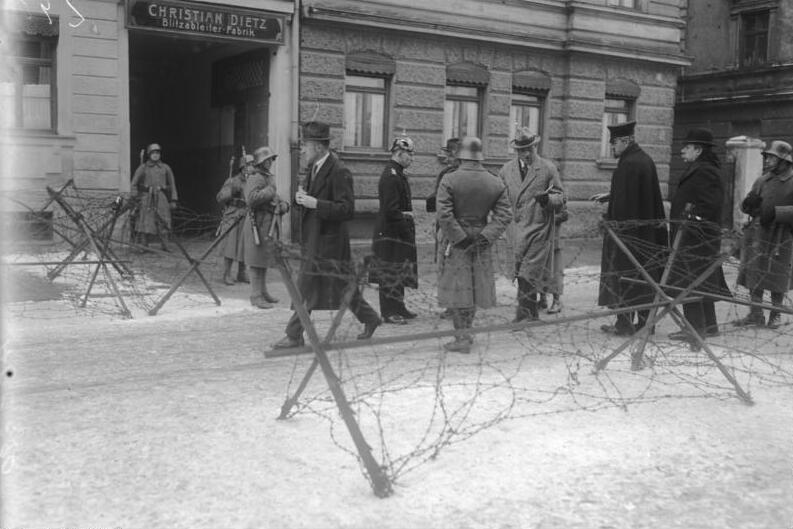
Passkontrollen in der Umgebung der Kriegsschule (Februar 1924)

Der Hochverratsprozess begann am Morgen des 26. Februars 1924 im Hauptlesesaal der Zentralen Infanterieschule mit 368 Zeugen, Korrespondenten aus aller Welt und Hunderten von Zuschauern mit reservierten Sitzen. Zwei Bataillone der Landespolizei riegelten mit Stacheldraht und Spanischen Reitern die Mars- und Blutenburgstraße ab.
Die zehn Angeklagten waren Adolf Hitler, Erich Ludendorff, Heinz Pernet, Friedrich Weber, Hermann Kriebel, Ernst Röhm, Ernst Pöhner, Wilhelm Frick, Wilhelm Brückner und Robert Wagner. Rudolf Heß war zunächst untergetaucht und stellte sich später dem Gericht; Hermann Göring hatte sich ins Ausland abgesetzt.
Als Staatsanwalt fungierte Ludwig Stenglein, mit dem Hilfsstaatsanwalt Hans Ehard und dem zweiten Staatsanwalt Martin Dresse. Den Gerichtsvorsitz übernahm der rechtsnational voreingenommene Georg Neithardt, mit dem Richter August Leyendecker und den Schöffen Philipp Herrmann, Christian Zimmermann und Leonhard Beck an seiner Seite. Hitlers Verteidiger war der Rechtsanwalt Lorenz Roder. Die Anklageschrift bezeichnete Hitler als „die Seele des ganzen Unternehmens“. Neithardt ersetzte eigenmächtig ein belastendes Protokoll von Ludendorffs Vernehmung durch ein anderes, das besagte, dass er von den Putschvorbereitungen nichts gewusst habe; Ludendorff saß dementsprechend auch nicht in Haft.
Neithardt vereidigte nur die Zeugen für die Verteidigung, nicht aber die Zeugen der Anklage. Die Angeklagten erklärten sich für „nicht schuldig“. Obwohl die Anklage „gegen Ludendorff et al.“ lautete, übernahm Hitler, der mit seinem Eisernen Kreuz Erster Klasse am Revers auftrat, die alleinige Verantwortung für den Putsch und behauptete unter stürmischem Klatschen der Zuschauer, es gäbe keinen Hochverrat gegen die „Landesverräter von 1918“. Den Verrat warf er Kahr, Lossow und Seißer vor, die eigentlich seit Wochen mit ihm den Putsch geplant, sich dann aber gegen ihn und das deutsche Volk gewandt hätten.
Die Zeugen Kahr, als verhinderter Diktator, und Lossow, der Kommandeur der bayerischen Bürgerkriegsarmee, beide inzwischen aus ihren Ämtern entlassen, sowie Seißer wurden von Hitler hart angegriffen. Der Vorsitzende ließ es meist zu, dass Hitler sie wiederholt in der Art eines Anklägers verhörte und ihre Aussagen diskreditierte, so dass der Staatsanwalt sie in Schutz nehmen musste. Seißer bezichtigte Hitler der Alleinschuld an dem Unternehmen und bestätigte damit den von diesem selbst erhobenen Anspruch. Der Angeklagte Pöhner nannte die Einrichtungen und Gesetze der Weimarer Republik als für ihn nicht verbindlich. Lediglich der Staatsanwalt Hans Ehard schien ernsthaft auf eine Verurteilung hinzuarbeiten, doch seine Einsprüche und Anträge wurden immer wieder abgelehnt.
25 Tage nahmen Zeugenaussagen und Diskussionen in Anspruch, von denen die Öffentlichkeit und die Presse großenteils „aus Gründen der Sicherheit“ ausgeschlossen waren. Am 27. März 1924 durften die Angeklagten abschließende Erklärungen geben. Hitler legte zuerst dar, dass er sich trotz seiner bescheidenen Herkunft berufen fühle, ein Volk zu regieren. Dann beschuldigte er Ebert und Scheidemann des Landes- und Hochverrats und verkündete seine Überzeugung von einer künftigen Vereinigung mit denjenigen, „die auf uns geschossen haben“. Zuletzt sprach er dem Gericht das Recht ab, einen Schuldspruch zu fällen:

„Mögen Sie uns tausendmal schuldig sprechen, die Göttin des ewigen Gerichtes der Geschichte wird lächelnd den Antrag des Staatsanwaltes und das Urteil des Gerichtes zerreißen; denn sie spricht uns frei.“

Staatsanwalt Stenglein verband seinen Strafantrag mit vielen lobenden Worten an die Adresse Hitlers.

### Die Laienrichter

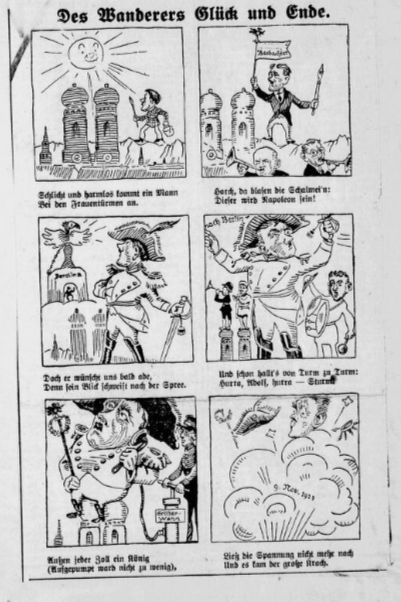
Karikatur auf den gescheiterten Putsch und das vermeintliche glücklose Ende von Hitlers politischer Karriere aus der Zeit des Prozesses.

Die drei Laienrichter am Volksgericht, die am Hitler-Prozess mitwirkten, waren Leonhard Beck, Philipp Hermann und Christian Zimmermann. Den Forschungen von Andreas Stenglein zufolge spielten die drei Männer bei dem Prozess die „abwegigste Rolle“, indem sie dem vorsitzenden Richter gleich zu Prozessbeginn erklärten, dass sie einer Verurteilung Hitlers nur zustimmen würden, wenn die Strafe zur Bewährung ausgesetzt würde. Da das Gericht nur mit vier Stimmen Mehrheit entscheiden durfte, war der Vorsitzende kompromissbereit, um den Prozess nicht platzen zu lassen. Andernfalls wäre das Verfahren an das eigentlich zuständige Leipziger Reichsgericht übertragen worden, was die damalige bayerische Regierung unbedingt vermeiden wollte. Dementsprechend erhielt Hitler, wie von den Schöffen gewünscht, nur die Mindeststrafe von fünf Jahren mit Bewährungszugeständnis und nicht die vom Staatsanwalt beantragten acht Jahre. Auf diese Weise hätten die drei Laienrichter „wie niemand sonst“, so Stenglein, dem Angeklagten Hitler „als Schlüsselfiguren“ den Weg geebnet, der ihn neun Jahre später an die Macht führte. Ähnlich urteilte Lothar Gruchmann: „Entscheidend für den Beschluß des Gerichts, zusammen mit dem Urteilstenor Bewährungsfristen zu bewilligen, war die Haltung der Laienrichter.“ Die Laienrichter Philipp Hermann und Leonhard Beck bestätigten das in einem Brief vom 6. Juli 1924 an die Staatsanwaltschaft München I: „Nur unter der Bedingung überhaupt, daß allgemein eine Bewährungsfrist ausgesprochen wurde und bei Hitler […] in bestimmte Aussicht gestellt wurde, konnten sich die Laienrichter zu dem für sie außerordentlich schweren Entschluß verstehen, dem Schuldspruch zuzustimmen.“ Alle drei Schöffenrichter wurden niemals Mitglieder der NSDAP und nach 1945 keinen Spruchkammerverfahren unterzogen.

## Das Urteil

### Verfahren gegen die Haupttäter

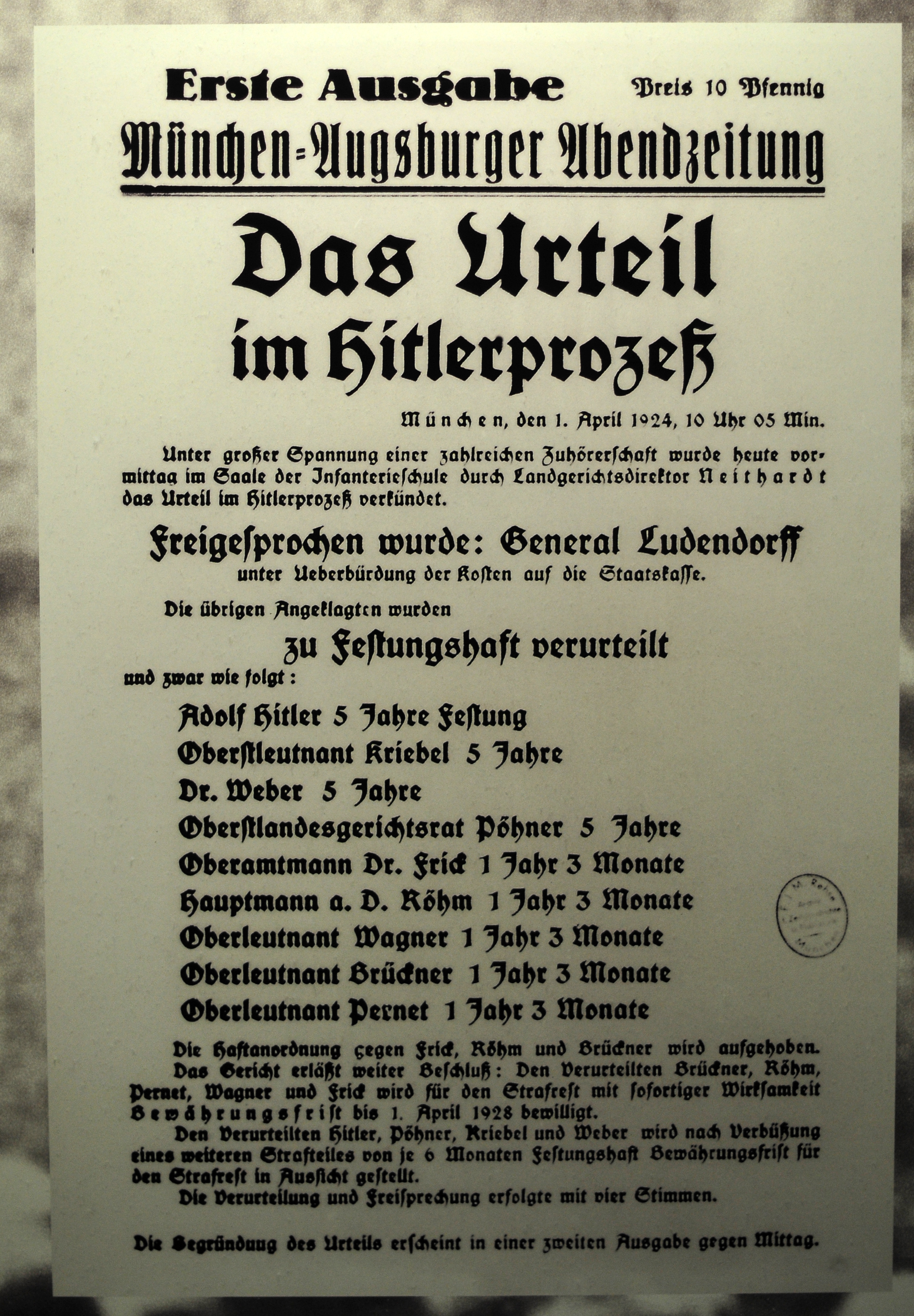
Schlagzeile der München-Augsburger Abendzeitung zum Urteil

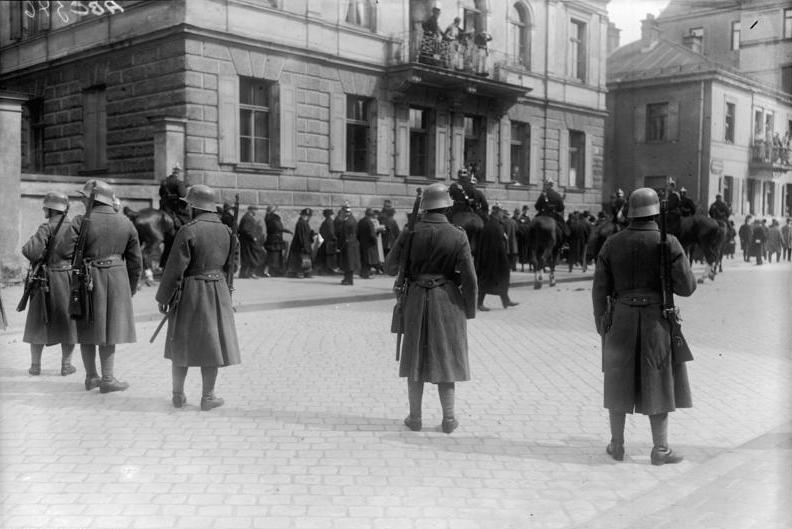
Absperrungsmaßnahmen vor der Urteilsverkündung

Am 1. April 1924 sollte das Urteil verkündet werden. Um zehn Uhr trafen die Angeklagten in der Infanterieschule ein und stellten sich zuerst den Fotografen. Die Offiziere trugen prunkvolle Uniformen, Ludendorff und Kriebel sogar Pickelhauben.
In dem überfüllten Saal verlas Neithardt das mit vier zu einer Stimme gefällte Urteil. In der Begründung wurde auf den „rein vaterländischen Geist und edelsten Willen“ der Angeklagten verwiesen. Der Tod der vier bayerischen Polizisten beim Putsch wurde nicht erwähnt. Mit Ausnahme von Ludendorff wurden alle Angeklagten für schuldig befunden, Brückner, Röhm, Pernet, Wagner und Frick aber nur wegen Beihilfe zum Hochverrat.
Ludendorff protestierte gegen seinen Freispruch. Er erklärte:

„Ich empfinde diesen Freispruch als eine Schande für den Rock und für die Ehrenzeichen, die ich trage, gegenüber meinen Kameraden.“

Diese Erklärung löste stürmische Heilrufe aus. Die Untersuchungshaft wurde von der Strafzeit abgezogen, so dass Frick, Röhm, Wagner und Brückner auf Bewährung freikamen. Hitler, Weber, Kriebel und Pöhner wurden zur Mindeststrafe von fünf Jahren Festungshaft nebst Geldbuße von 200 Goldmark verurteilt. Nach sechs Monaten könne die Strafe wegen guter Führung in Bewährungsfrist umgewandelt werden. Die obligatorische Ausweisung Hitlers nach § 9 Absatz 2 des Republikschutzgesetzes wurde unter Verweis darauf, dass Hitler sich als Deutscher betrachte und viereinhalb Jahre im deutschen Heer Kriegsdienst geleistet und sich durch Tapferkeit ausgezeichnet habe, nicht angewandt.
Im Gerichtssaal erschollen „Bravo, Bravo!“- und „Heil! Heil!“-Rufe. Die Gefangenen empfingen Blumensträuße. Als sie sich am Fenster der Wachstube präsentierten, wo sie sich vor ihrem Abtransport nach Landsberg aufhielten, brach die Menge in der Blutenburgstraße in Jubel aus.
Am 20. Dezember 1924 wurden Hitler und Kriebel auf Bewährung aus der Haft in Landsberg entlassen, Pöhner und Weber, die ihre Haft später angetreten hatten, im Frühjahr 1925.

### Die nachgeordneten Verfahren

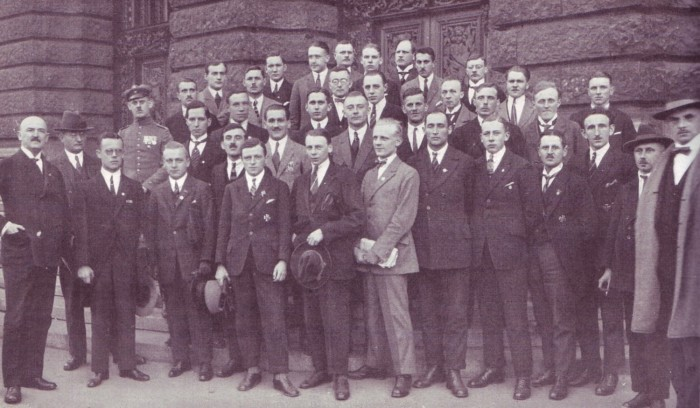
Die Angeklagten im „Kleinen Hitler Prozess“: Unter anderem im Bild Karl Fiehler, Erhard Heiden, Walter Hewel, Hans Kallenbach, Hansjörg Maurer, Emil Maurice und Alois Rosenwink.

Im Anschluss an das Verfahren gegen Hitler, Ludendorff und die übrigen Rädelsführer des Putsches vom November 1923 wurden im April und Mai 1924 verschiedene weitere Strafverfahren vor dem Münchener Volksgericht im Zusammenhang mit dem gescheiterten Umsturzversuch durchgeführt:
In der ersten Aprilhälfte folgte zunächst ein Verfahren wegen „Beihilfe zum Hochverrat“ gegen Karl Osswald, Gerhard von Prosch und Edmund Heines. Dieses Verfahren endete am 16. April 1924 mit dem Schuldspruch für die drei Angeklagten, die jeweils zur Mindeststrafe von fünfzehn Monaten Haft verurteilt wurden. Osswald hatte als stellvertretender Führer des Wehrverbandes Reichskriegsflagge an der Besetzung des Münchener Wehrkreiskommandos mitgewirkt. Prosch hatte als Polizeioffizier versucht, andere Polizeibeamte auf Seiten der Putschisten zu ziehen. Heines hatte als Führer einer SA-Hundertschaft die Münchener Infanterieschule besetzt und dann am Morgen des 9. November die Isarbrücke besetzt, um die Innenstadt abzuriegeln.
Nach dem Verfahren gegen Osswald, Heines und Prosch wurde ein Großverfahren gegen 40 Angehörige des sogenannten Stoßtrupps Hitler durchgeführt („Verfahren gegen Josef Berchtold und 39 Genossen“). Die Männer des Stoßtrupps waren die exekutiven Träger des Umsturzversuches gewesen. Von den angeklagten Männern wurden 38 wegen der Beteiligung an dem Putschversuch vom 8./9. November 1923 der „Beihilfe zum Hochverrat“ für schuldig befunden und durch Urteil vom 23. April 1924 zu geringfügigen Haftstrafen von im Schnitt fünfzehn Monaten mit Aussicht auf Bewährung nach Verbüßung einiger Monate Haft verurteilt. Die zwei übrigen Angeklagten wurden freigesprochen.
Von den verurteilten achtunddreißig Stoßtrupp-Angehörigen entzogen sich sechzehn der Strafe durch Flucht. Die übrigen zweiundzwanzig, im Mai vermehrt durch den inzwischen nach seiner Selbststellung verurteilten Heß, wurden in der Festung Landsberg inhaftiert, wo sie mit den dort bereits einsitzenden Hitler, Kriebel und Weber eine Häftlingsgemeinschaft bildeten. Kurz nach der Freilassung Hitlers im Dezember 1924 kamen auch seine Mitputschisten im Laufe des Jahres 1925 frei. Viele von ihnen schlossen sich erneut der nach dem Verbot wieder zugelassenen NSDAP an.

#### Putschistenfotos

Friedrich Geißelbrecht
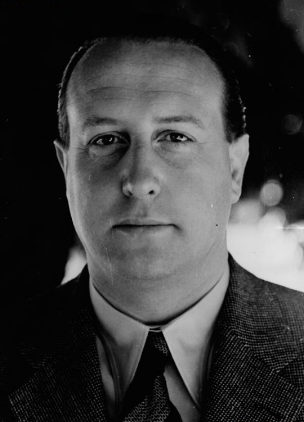
Walter Hewel (1940)
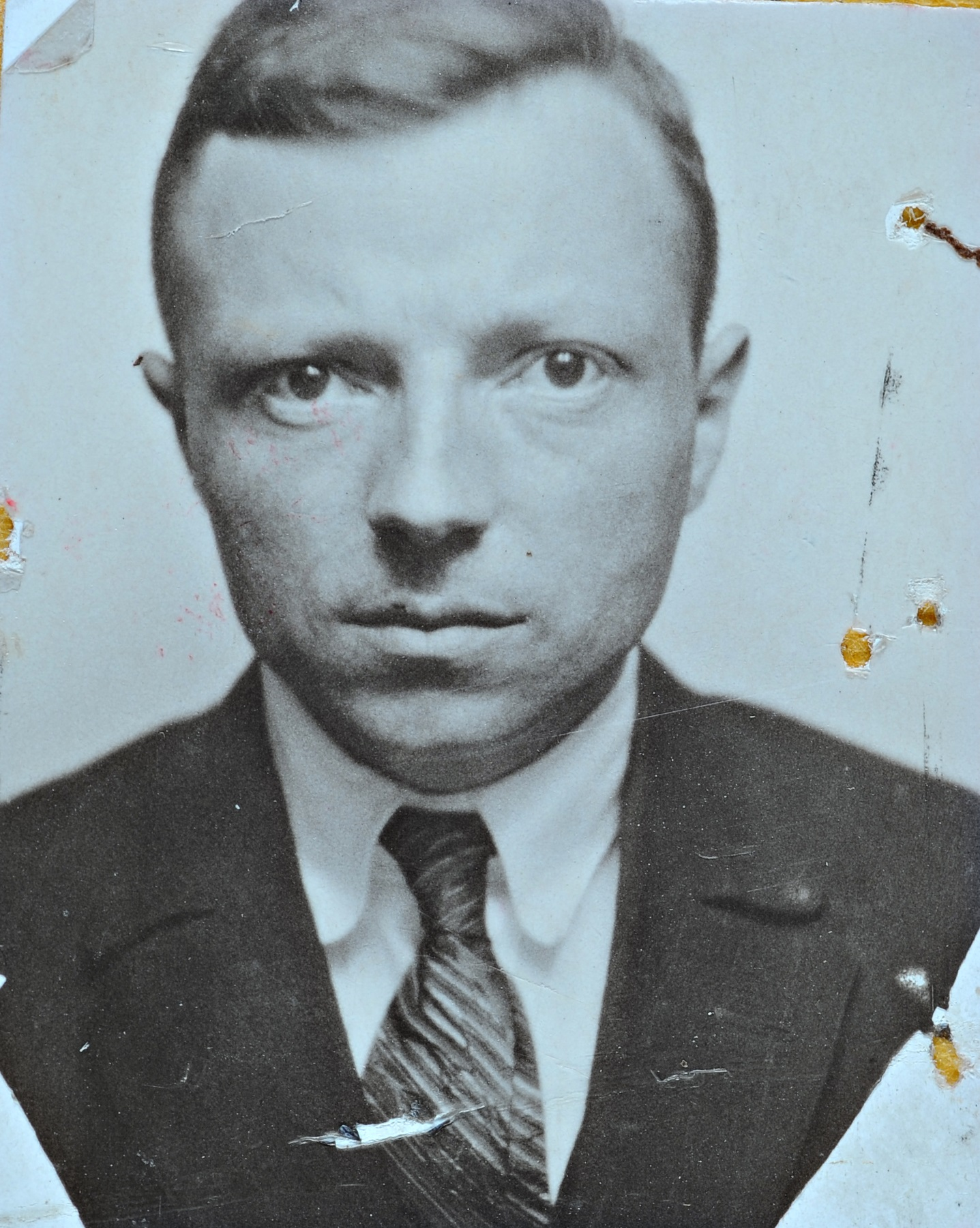
Hans Kallenbach
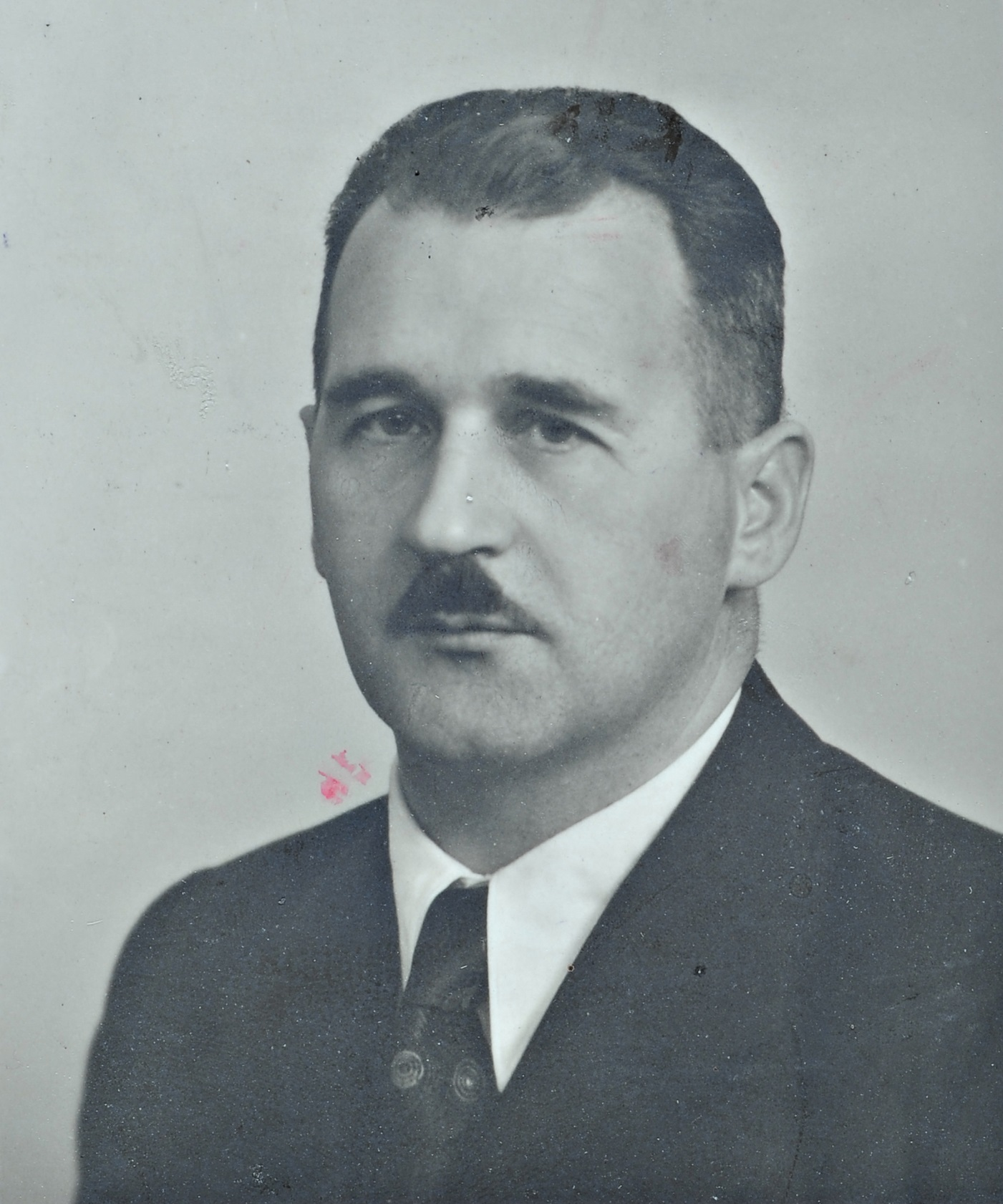
Alois Rosenwink
Julius Schaub
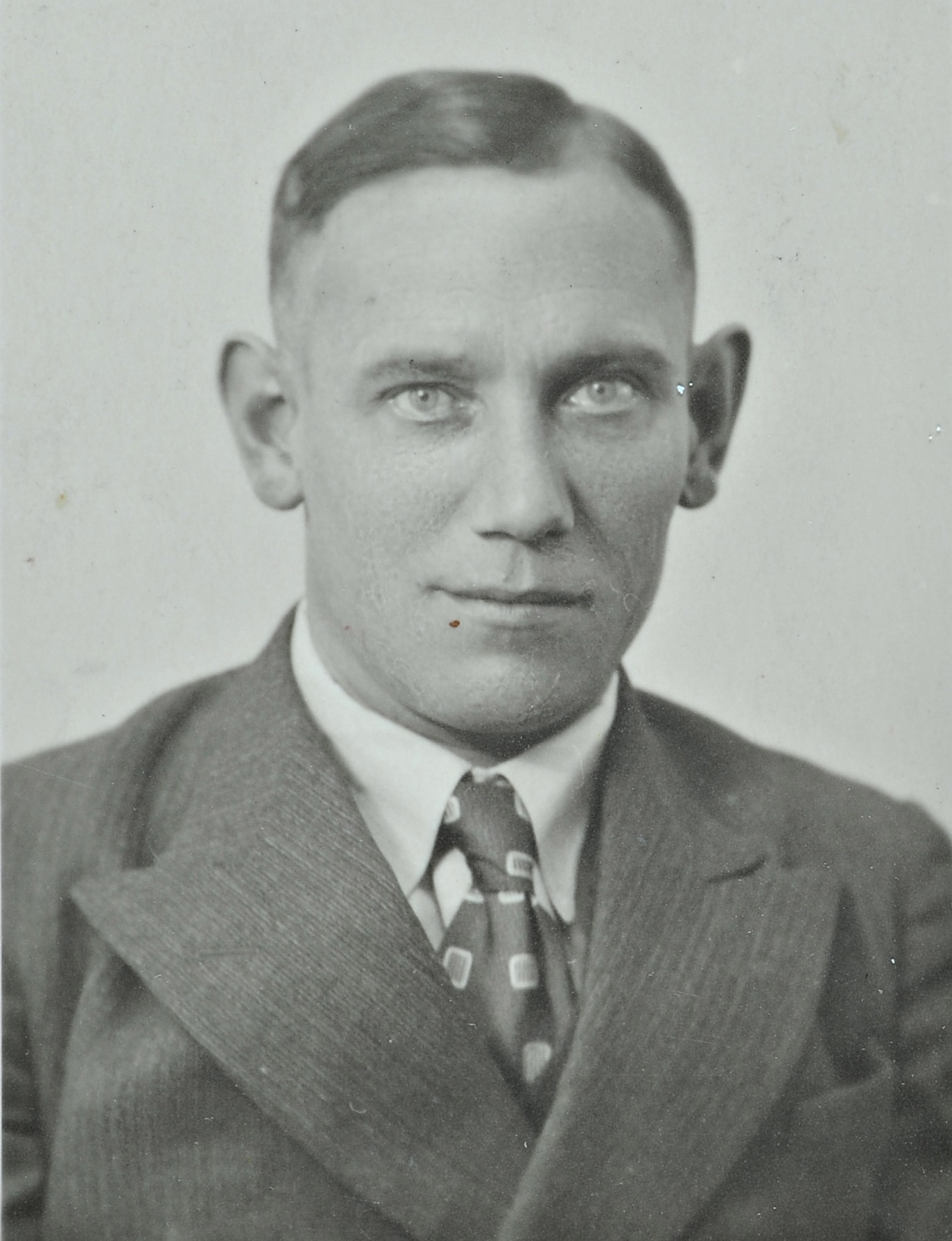
Ludwig Schmied
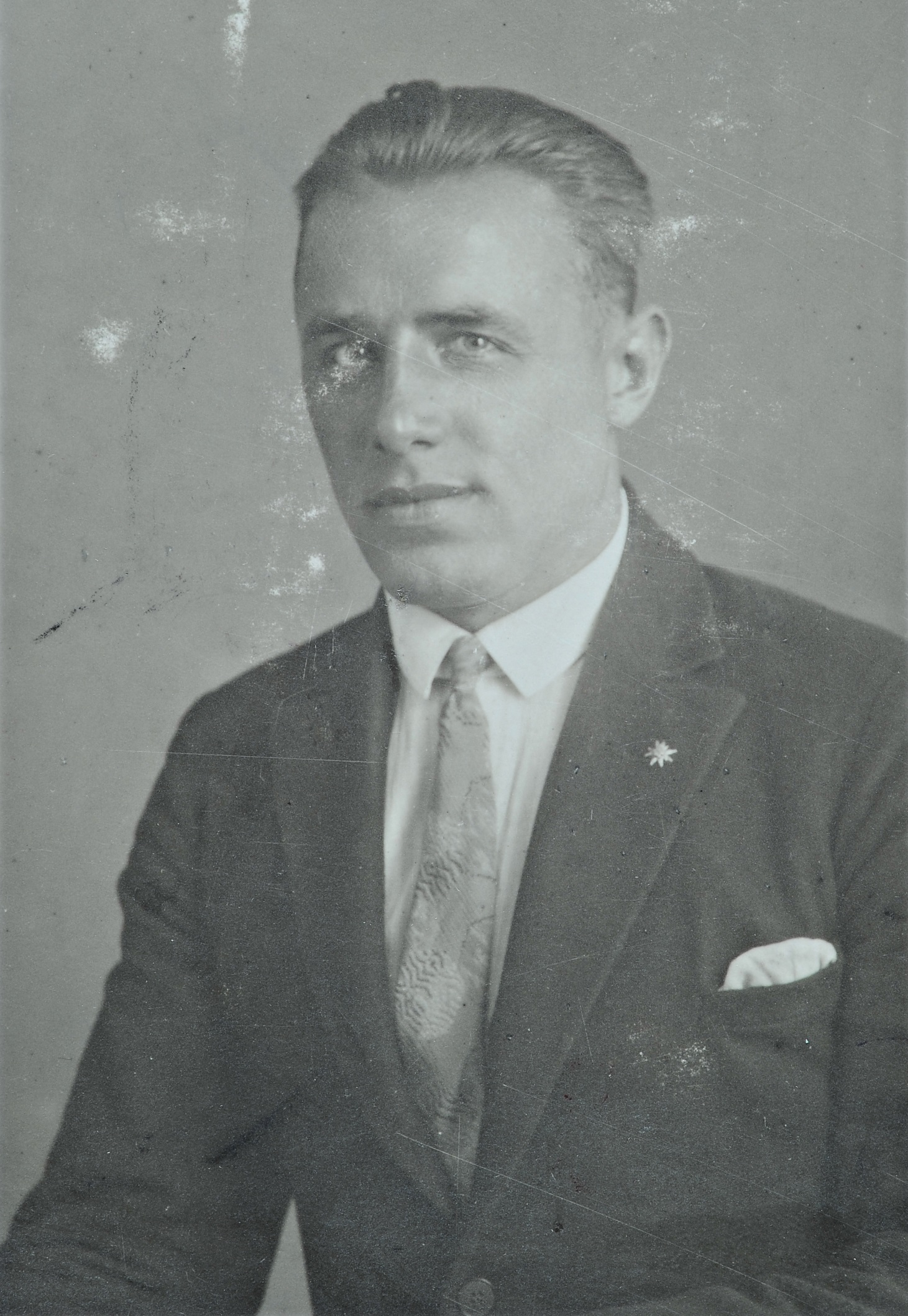
Edmund Schneider

## Der Untersuchungsausschuss
Auf Initiative von Wilhelm Hoegner (SPD) und auf Antrag der SPD-Fraktion vom 3. Juni 1924 setzte der Bayerische Landtag am 31. Juli 1924 einen Untersuchungsausschuss zur „Untersuchung der Vorgänge vom 1. Mai 1923 in München und der gegen Reichs- und Landesverfassung gerichteten Bestrebungen in Bayern vom 26. September bis 9. November 1923“ ein. Erst am 5. Oktober 1927 begann der Ausschuss seine Beratungen.
Mitglieder des Ausschusses waren Georg Stang (BVP, Vorsitzender), Joseph Graf von Pestalozza (BVP), Wilhelm Hoegner (SPD), Fritz Schäffer (BVP), Johann Michael Hilpert (DNVP), Anton Staedele (Bayerischer Bauern- und Mittelstandsbund) und Theodor Doerfler (Völkischer Block).
Hauptthema war jedoch nicht der Hitler-Putsch oder der Hitler-Prozess, sondern die Frage, ob Justizminister Franz Gürtner eine strafrechtliche Untersuchung der Vorgänge vom 1. Mai 1923, als Hitler vermutlich bereits früher putschen wollte, aktiv verhindert und somit gegen die Verfassung verstoßen hatte.
Erst am 27. April 1928 legte der Ausschuss einen wenig umfangreichen und inhaltlich zurückhaltenden Abschlussbericht vor. Das von Hoegner vorgetragene Sondervotum der SPD warf der bayerischen Justiz Versagen gegenüber der NSDAP vor. Auch seien die Pläne Hitlers und Ludendorffs dem Generalstaatskommissar von Kahr längst bekannt gewesen, ohne dass dieser dagegen eingeschritten sei.
Auszüge der Arbeit des Untersuchungsausschusses (von Wilhelm Hoegner angefertigte Abschriften der Gerichtsakten) wurden vom Landesausschuss der SPD unter dem Titel Hitler und Kahr. Die bayerischen Napoleonsgrößen von 1923 publiziert. Da die Prozessakten nach 1933 den Registraturen entnommen und gesondert verwahrt wurden und im April 1945 (kurz vor der Kapitulation der Wehrmacht) gezielt verbrannt wurden, ist diese Arbeit – zusammen mit den stenografischen Mitschriften der Hauptverhandlung – eine Schlüsselquelle.

## Spätere Beurteilungen
Nach dem Zweiten Weltkrieg wurde der Prozess zuweilen als angemessene Reaktion auf eine eigentlich nicht ernstzunehmende Aktion dargestellt. Walter von Cube schrieb 1963:

„Der Hitler-Prozeß, die Landsberger Festungshaft, das Auseinanderbrechen der NSDAP: für Bayern war der Fall erledigt. Die dreisten Desperados, die in Wickelgamaschen und Schirmmützen, mit Mauserpistolen und Maschinengewehren Politik machen wollten, schienen endgültig geschlagen“

Bernt Engelmann kritisierte 1975 besonders den regelmäßigen Ausschluss der Öffentlichkeit, wenn es um die Beziehungen der SA zur Reichswehr und Hitlers zu von Kahr ging, und wies darauf hin, dass die Protokolle noch immer geheim gehalten wurden. Erst Otto Gritschneder, der im Jahr 2000 an der vierbändigen Veröffentlichung des gesamten Prozessverlaufes mitarbeitete und nach dem Ablauf der Sperrfrist Einblick in die Personal- und Spruchkammerakten des Vorsitzenden Richters sowie weiterer bisher unbekannter Personalunterlagen erhalten hatte, setzte sich 2001 in seinem Buch Der Hitler-Prozeß und sein Richter Georg Neithardt: Eine Rechtsbeugung von 1924 mit Folgen ausführlich mit dem Gerichtsvorsitzenden auseinander, der Hitler durch sein Verhalten den Weg geebnet habe.

## Verfilmungen
1971 strahlte das ZDF ein Fernsehspiel mit dem Titel Der Hitler-Ludendorff Prozeß aus. Regisseur war Paul Verhoeven. Darin wird Hitler als einzige der handelnden Personen nicht von einem Schauspieler dargestellt. Es werden lediglich einige seiner Aussagen aus dem Prozessverlauf von einer Art Moderator vorgetragen, der die Spielhandlung zudem hin und wieder unterbricht, um Erläuterungen zu Hintergründen zu geben.
Zum 85. Jahrestag des Urteilspruchs zeigte BR-alpha, der Bildungskanal des Bayerischen Rundfunks, am 27. März 2009 eine Verfilmung des Prozesses mit dem Titel Hitler vor Gericht. Hierbei wurde erstmals im deutschsprachigen Fernsehen eine dramaturgische Auswahl der 24 Prozesstage ausschließlich anhand der historisch überlieferten Originaltexte von Schauspielern dargestellt. Johannes Zirner ist als Hitler zu sehen, als sein Verteidiger Lorenz Roder tritt Dieter Fischer auf. Das Drehbuch stammt von Regisseur Bernd Fischerauer und Klaus Gietinger.
In der Filmbiografie Hitler – Aufstieg des Bösen wird der Prozess behandelt und dargestellt.

## Archivarische Überlieferung
Die Akten zu den polizeilichen und staatsanwaltschaftlichen Ermittlungen zu den Vorgängen des 8. und 9. November 1923 sowie zu den verschiedenen sich aus diesen Ermittlungen ergebenden „Hitlerputsch“-Prozessen des Jahres 1924 werden heute im Staatsarchiv München aufbewahrt. Die Akten der Polizeidirektion werden der Öffentlichkeit vom Archiv in digitalisierter Form zur Verfügung gestellt. Relevante Akten der Polizeidirektion, die in digitalisierter Form vorliegen, sind: Polizeidirektion München Nr. 6709 bis 6711 (Sammlung von Unterlagen der Polizeidirektion zum eigentlichen Putsch und zu den folgenden Ermittlungen), Polizeidirektion München Nr. 6712 bis 6717 (Sammlung von Unterlagen der Polizeidirektion zu den Gerichtsprozessen wegen des Putsches) sowie Polizeidirektion München Nr. 6718 bis 6720 (Sammlung von Unterlagen der Polizeidirektion zum Untersuchungsausschuss des Bayerischen Landtages zu dem Putsch).
Die digitalisierten Akten sind unter den folgenden Links einsehbar:
- Staatsarchiv München: Polizeidirektion München Nr. 6709: Hitlerputsch 1923 (298 Digitalisate)
- Staatsarchiv München: Polizeidirektion München Nr. 6710: Hitlerputsch 1923 (297 Digitalisate)
- Staatsarchiv München: Polizeidirektion München Nr. 6711 Hitlerputsch 1923 (Plakate, Bekanntmachungen, Flugblätter) (175 Digitalisate)
- Staatsarchiv München: Polizeidirektion München Nr. 6712: Hitlerputsch 1923 (Verhöre von Zeugen und Festgenommenen) (267 Digitalisate) Hier findet sich insbesondere auch ein Digitalisat des Urteils des Volksgerichts München I gegen Josef Berchtold und 39 Genossen wegen Beihilfe zum Hochverrat vom 23. April 1924 (Aufnahmen 254 bis 266)
- Staatsarchiv München: Polizeidirektion München Nr. 6713: Hitlerputsch 1923 (Verhöre von Zeugen und Festgenommenen) (414 Digitalisate)
- Staatsarchiv München: Polizeidirektion München Nr. 6714: Prozeß gegen Hitler und Ludendorff 1924 (98 Digitalisate)
- Staatsarchiv München: Polizeidirektion München Nr. 6715: Hitlerputsch 1923 (405 Digitalisate)
- Staatsarchiv München: Polizeidirektion München Nr. 6716: Prozeß gegen Adolf Hitler (240 Digitalisate)
- Staatsarchiv München: Polizeidirektion München Nr. 6717: Prozeß gegen Adolf Hitler (453 Digitalisate)
- Nr. 6718 Parlamentarischer Untersuchungsausschuß zur Untersuchung der Vorfälle am 1.5.1923 und der Vorgänge von September bis November 1923 (132 Digitalisate)
- Staatsarchiv München: Polizeidirektion München Nr. 6719: Untersuchungsausschuß des bayerischen Landtages über die politischen Ereignisse im Jahre 1923 (135 Digitalisate)
- Staatsarchiv München: Polizeidirektion München Nr. 6720: Folgen des Hitlerputsches (Untersuchungsausschuss) (22 Digitalisate)